# Sant'Ippolito (sito archeologico)
Sant'Ippolito è un sito archeologico preistorico del comune di Caltagirone, in provincia di Catania.
Si trova a circa 4 km a nord-est rispetto all'abitato moderno, su una leggera elevazione di natura gessosa (400 m s.l.m.), con pendici scoscese, chiamata collina di Sant'Ippolito o colle del Bersaglio, nella valle del torrente Caltagirone.
Nel XIX secolo vi era nota la presenza di manufatti e gli scavi, condotti nel 1928 da Paolo Orsi rivelarono la presenza di due villaggi di epoca neolitica e calcolitica e di tracce di frequentazione fino al VII secolo a.C., epoca dell'arrivo nella zona della colonizzazione greca.
Il villaggio neolitico venne rinvenuto su un pianoro del pendio orientale, lambito da un piccolo corso d'acqua e restituì fondi di capanne, resti di focolari, frammenti di asce e punte di freccia in pietra e frammenti ceramici del tipo detto "di Stentinello", decorati con semplici motivi geometrici incisi o impressi. La necropoli del villaggio comprendeva alcune tombe del tipo detto "a forno", scavate sul pendio dal lato opposto del corso d'acqua.
Sulla cima del colle, già frequentata in epoca neolitica, come provano i ritrovamenti di ceramica di Stentinello, si insediò nell'età del rame un secondo villaggio, più esteso del precedente, che sembra essere rimasto attivo fino all'età del ferro. Vi è stata identificata dall'archeologo Luigi Bernabò Brea una facies culturale datata tra il 2000 e il 1800 a.C., che avrebbe preceduto quella di Castelluccio e che ebbe rapporti con il mondo egeo e anatolico.
Il sito ha restituito una tipica produzione di ceramica ("ceramica di Sant'Ippolito") dipinta con motivi di linee e triangoli in colore scuro su fondo giallo-rossiccio. Forme tipiche furono una fiaschetta con corpo ovoidale e unica ansa, un vaso emisferico con beccuccio cilindrico e fruttiere con basso piede conico, che richiamo modelli orientali. Sono presenti anche recipienti a partizioni multiple di uso incerto. La ceramica di Sant'Ippolito sarebbe stata collegata alla successiva "ceramica di Castelluccio".
I materiali scavati nel sito sono conservati nel Museo archeologico regionale "Paolo Orsi" di Siracusa e nella stessa Caltagirone nel Museo della ceramica e nella sezione archeologica dei Musei civici.
Poco più a nord, in contrada Montagna, dai 77 metri di poggio Rocca fino ai 600 dei poggi Valfà e Mantina, si estende una grande necropoli di epoca siculo-greca. Le tombe sin qui esplorate risalgono ad anni compresi tra il II millennio e il VII secolo a.C. I sepolcri a thòlos sono scavati nella roccia.